# Земля і свобода
«Земля і свобода» (англ. Land and Freedom) — художній фільм британського режисера Кена Лоуча (1995).

## Сюжет
У фільмі описуються події Іспанської громадянської війни 1936—1939 років. Англійський комуніст Дейв Карр їде до Іспанії боротися з франкістами. Його приймають в інтернаціональний за своїм складом військовий підрозділ Робітничої партії марксистського об'єднання (ПОУМ) і відправляють на фронт. Через деякий час Карр отримує поранення і потрапляє в Барселону. У травні 1937 року іспанські сталіністи за підтримки співробітників НКВС СРСР спровокували барикадні бої в місті. Робітники стріляють один в одного. Починаються репресії проти анархістів і незалежних марксистів.

## У ролях
- Ян Харт — Дейв Карр
- Росана Пастор — Бланка
- Ісіар Больяін — Майте
- Том Гілрой — Лоуренс
- Марк Мартінес — Хуан Відаль
- Оін МакКарті — Коннор
- Сьюзен Меддок — Кім, внучка Дейва
- Анджела Кларк — Кітті

## Нагороди та номінації

### Нагороди
- 1995 — Каннський кінофестиваль
  - Приз Міжнародної Федерації кінопреси — Кен Лоуч
  - Приз екуменічного журі — Кен Лоуч
- 1995 — Кінопремія «Фелікс»
  - Найкращий фільм — Ребекка О'Брайен
- 1996 — Кінопремія «Сезар»
  - Найкращий фільм іноземною мовою — Кен Лоуч